# فرودگاه خواکین د آگوئرو
فرودگاه خواکین د آگوئرو (به انگلیسی: Joaquín de Agüero Airport) (به زبان بومی: Aeropuerto "Joaquín de Agüero") یک فرودگاه همگانی است که یک باند فرود آسفالت دارد و طول باند آن ۱۸۰۰ متر است. این فرودگاه در کشور کوبا قرار دارد و در ارتفاع ۴ متری از سطح دریا واقع شده‌است.